# Sparbanken Öresund
Sparbanken Öresund var en självständig bank med verksamhet i sydvästra Sverige med fokus på Öresundsregionen. Banken var ett resultat av en sammanslagning av Sparbanken Finn och Sparbanken Gripen. Huvudkontoret låg i Malmö.

## Bildandet
16 september 2009 meddelade Sparbanken Finn tillsammans med Sparbanken Gripen att man hade planer på att gå samman och bilda en ny regional bank för Öresundsregionen  med tänkt huvudkontor i Malmö. Namnet Sparbanken Öresund meddelades i juni 2010. Den 1 november 2010 sammanslogs Sparbanken Finn och Sparbanken Gripen till Sparbanken Öresund.
Vid bildandet hade banken 34 kontor. Under följande år skulle några kontor avvecklas, bland annat i Västra Karup 2012, Hörby och Dalby 2013. Under 2013 sammanfördes även de två kontoren i centrala Lund och den gamla Tornabankens byggnad lämnades.

## Uppdelning
Våren 2014 köpte Swedbank banken och den 20 maj 2014 genomfördes en omfattande omorganisation av sparbankerna i Skåne. Färs och Frosta sparbank, Sparbanken 1826 och delar av Sparbanken Öresund bildade Sparbanken Skåne. Kvarvarande kontor blev kvar hos Sparbanken Öresund för att senare övergå till Swedbank.
De kontor med kunder som övergick till Sparbanken Skåne var de i Eslöv, Kävlinge, Lund, Löddeköpinge, Södra Sandby, Staffanstorp och Veberöd, medan kontoren i Bjärred, Båstad, Förslöv, Helsingborg, Höganäs, Landskrona, Lomma, Malmö, Munka-Ljungby, Trelleborg, Åstorp, Ängelholm och Örkelljunga övergick till Swedbank.
Huvudsakligen var det gamla Sparbanken Finns kontor som överfördes till Sparbanken Skåne, medan f.d. Sparbanken Gripens kontor blev Swedbank-kontor. Undantaget var kontoren i Malmö, Lomma och Trelleborgs kommuner som tidigare tillhört Finn, men trots det överfördes till Swedbank.
Swedbank lade efter några år ner kontor i kommuner med fler än ett bankkontor. Kontoret i Bjärred stängdes 1 september 2016. Den 30 juni 2017 stängde kontoren i Förslöv och Munka-Ljungby.